# Лусьяна Аймар
Лусья́на Па́ула "Лу́ча" Айма́р  (ісп. Luciana Paula "Lucha" Aymar, нар.10 серпня 1977, Росаріо, Аргентина) — аргентинська хокеїстка на траві, чотириразова медалістка літніх Олімпійських ігор, дворазова чемпіонка світу, шестиразова переможниця трофею чемпіонів, триразова чемпіонка Панамериканських ігор. Аймар є єдиною в історії спортсменкою, яка 8 разів ставала хокеїсткою року за версією міжнародної федерації хокею на траві.

## Спортивна біографія
Першу свою значущу нагороду в складі збірної Аргентини Лусьяна завоювала на  Панамериканських іграх 1999, ставши переможницею турніру.
2000 року Лусіана Аймар дебютувала на літніх Олімпійських іграх. У жіночому хокейному турнірі збірна Аргентини змогла дійти до фіналу, де поступилася господаркам турніру збірній Австралії 1:3. Сама Аймар взяла участь у всіх 8-ми матчах, у яких забила 3 голи. У 2002 році Аймар вперше стала чемпіонкою світу, при цьому ставши найкращою гравчинею турніру, а через рік дворазовою чемпіонкою Панамериканських ігор.
На літніх Олімпійських іграх 2004 року в Афінах збірна Аргентини оступилася в півфіналі, поступившись збірній Нідерландів. У поєдинку за третє місце аргентинки обіграли збірну Китаю й стали володарками бронзових нагород. На олімпійському турнірі Лусьяна зіграла в 6 матчах, у яких забила 4 голи. 2006 року збірній Аргентини не вдалося відстояти титул чемпіонок світу, завоювавши лише бронзові медалі, але на наступний рік в Санто-Домінго Аймар у складі збірної стала триразовою переможницею Панамериканських ігор.
На літніх Олімпійських іграх 2008 року в Пекіні збірна Аргентини знову, як і 4 роки тому, оступилася на півфінальній стадії. Кривдницями аргентинок знову стали представниці Нідерландів. У поєдинку за третє місце збірна Аргентини обіграла збірну Німеччини 3:1. Лусьяна Аймар зіграла у всіх 7-ми матчах і забила 1 гол. 2010 рік став одним із найбільш вдалих у кар'єрі Лусьяни. Протягом року вона завоювала золото чемпіонату світу, що проходив в її рідному Росаріо, а також стала чотириразовою володаркою трофею чемпіонів. При цьому обидва рази Аймар ставала MVP турніру.
У 2012 році на церемонії відкриття літніх Олімпійських ігор 2012 року Аймар було довірено право нести прапор Аргентини. На самих іграх в Лондоні хокейна збірна Аргентини вчергове була близькою до перемоги в олімпійському турнірі, але знову на шляху до золота встали голландки. У фіналі змагань збірна Аргентини в запеклій боротьбі поступилася збірній Нідерландів 0:2 і стала володарем срібних нагород. На олімпійському турнірі Аймар зіграла у всіх 7-ми матчах і забила 3 голи. Наприкінці 2012 року Аймар в рідному Росаріо вп'яте стала володаркою Трофею чемпіонів і вшосте стала найкращою гравчинею за підсумками змагань.

## Галерея

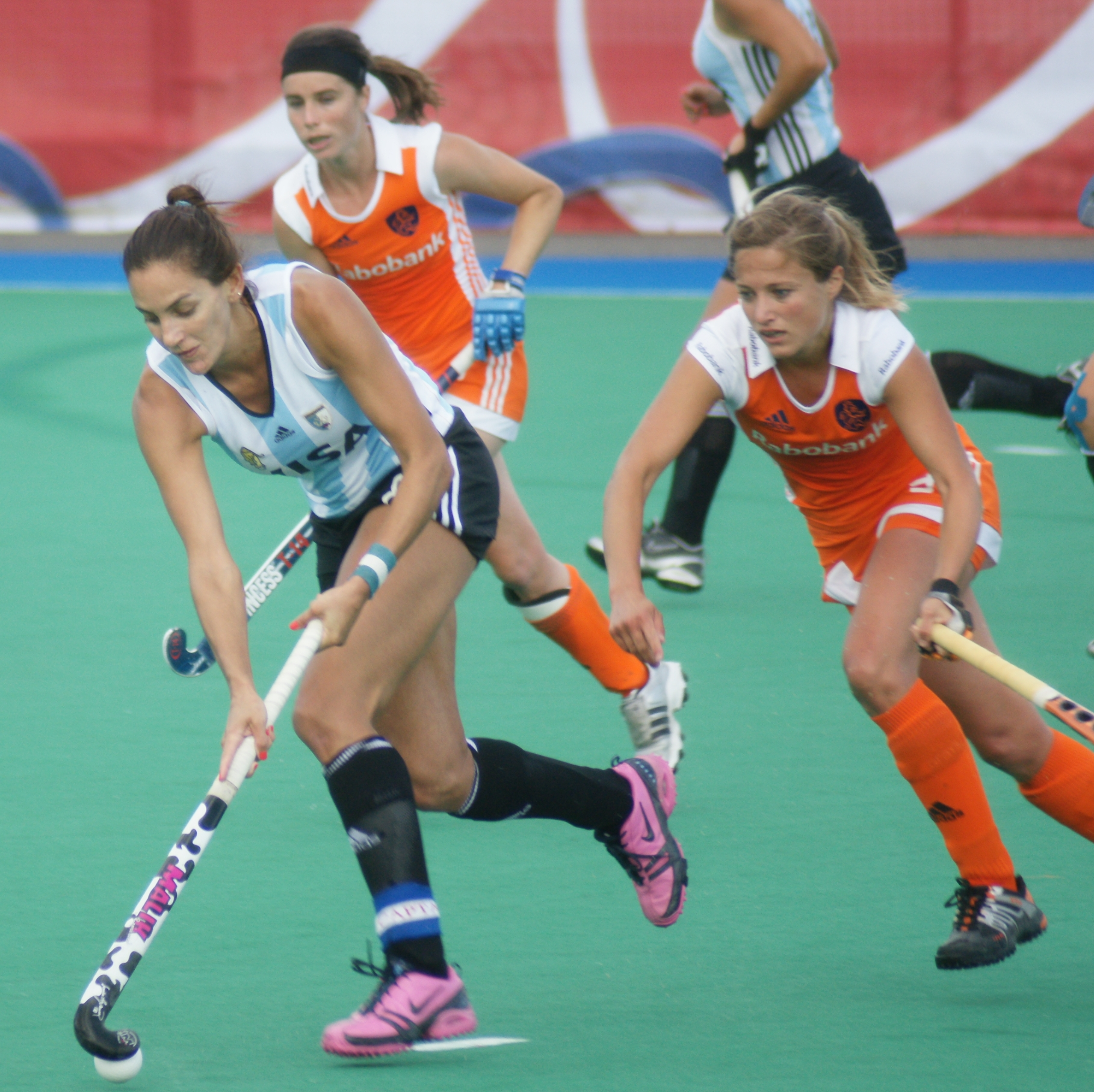
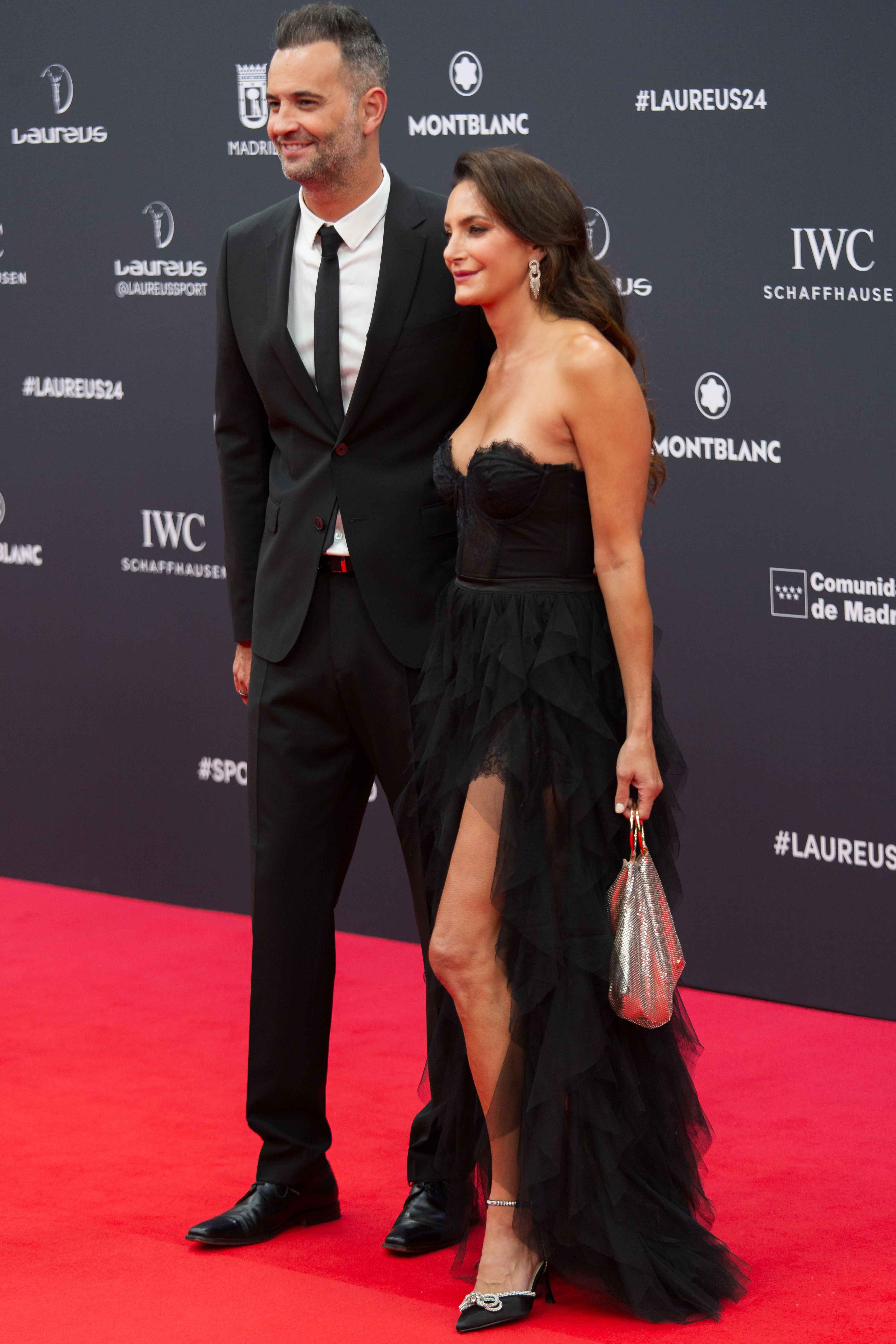

## Виступи на Олімпіадах
| Олімпіада   | Дисципліна     | Місце |
| ----------- | -------------- | ----- |
| Сідней 2000 | хокей на траві | 2     |
| Афіни 2004  | хокей на траві | 3     |
| Пекін 2008  | хокей на траві | 3     |
| Лондон 2012 | хокей на траві | 2     |